# グリグリ 〜goody goody〜
グリグリ 〜goody goody〜（グリグリ）は、2008年3月31日から2009年3月30日までTBSラジオで放送されていたラジオ番組。

## 概要
2007年度のナイターオフ番組として放送されていたKakiiinのコンセプトを引き継ぐ形で放送開始。Kakiiin同様に1970年代から1990年代に流行した洋邦の楽曲を中心にオンエアするとともに、新たに各種エンターテインメント情報の紹介に重点が置かれていた。番組タイトルの由来はリセット・メレンデスのヒット曲「Goody Goddy」からとっているとされている。

## 放送時間
- 月曜 18:15-20:00 （2008年3月 - 2008年9月）
- 月曜 18:00-20:00 （2008年10月 - 2009年3月）

## パーソナリティー
- 駒田健吾（TBSアナウンサー）（2008年3月 - 2008年9月）
- 赤荻歩（TBSアナウンサー）（2008年10月 - 2009年3月）

## 主なコーナー
- グリグリエンタ

大島麻衣(当時AKB48メンバー)
最新の映画・DVDの情報を紹介するコーナー。2008年9月までは大島がリポーターとして事前に現地取材を行いエンターテインメント情報を紹介する企画だった。
- グリグリレジェンド

原口あきまさ
原口がコーナーの進行役として毎週1組のアーティストに注目しその伝説を紹介する
- グリグリショップ

番組が薦める商品のラジオショッピングコーナー
- グリグリプレゼン

番組が薦める映画・舞台・ライヴ等のエンターテインメント情報を紹介するコーナー

### 過去のコーナー
- 内藤大助ラジオパンチドランカー

内藤大助
内藤がリスナーからの相談に回答する。2008年4月21日から同年9月1日まで放送。2008年3月までは「Kakiiin」内で毎週水曜に放送され、2008年10月以降は再び「Kakiiin」内に移動。